# Večírek (Ajťáci)
Večírek (v anglickém originále The Dinner Party) je čtvrtý díl druhé série britského sitcomu z prostředí informačních technologií Ajťáci. Poprvé byla epizoda odvysílána 14. září 2007. České premiéry se díl dočkal 26. září 2008.

## Synopse
Jen Barber si našla nového přítele - Petera Fila. Organizuje doma večírek pro své známé, avšak kompletní mužské zastoupení účast odřekne. Na místo tří pozvaných mladých mužů se nabízejí Moss, Roy a Richmond. Jen má hrůzu ze společenského faux pas a nemýlí se, večírek nabírá neplánovaný spád. Kluci začnou mimo jiné probírat fonetickou podobnost jména Peter File se slovem „pedofil“.

## Příběh
Jen představuje v kanceláři IT svého nového přítele Petera Fila. Peter vypráví historku o jejich seznámení. Když odejde, Jen řekne Mossovi, Royovi a Richmondovi, že je počítá mezi své přátele, kterým se může svěřit. Zároveň se zmíní o plánovaném večírku u ní doma, kde mají dorazit její tři nesezdané kamarádky a zároveň tři kamarádi Petera.
Za chvíli se Peter přižene zpět se špatnou zprávou, nikdo z jeho přátel se na večírek nedostaví. Buď Jen sežene 3 chlapy, nebo se večírek zruší. Roy, Moss a Richmond pozorně sledují Jen, co řekne.
„Je to můj domov. Je to moje výjimečné místo. Nemůžu pustit takové zkrachovance na své výjimečné místo!“
Slova o přátelství pronesená o chvíli dříve byla zřejmě vyřčena ve slabé chvilce. Kluci Jen ignorují, dokud si to nerozmyslí a nanokec je na večírek pozve.
Jen je záměrně pozve o trochu dříve, aby jim vysvětlila, jak se mají chovat. Řekne jim něco o svých kamarádkách Jessice, Paule a Margaret.
Paula měla vážnou dopravní nehodu a celý její obličej s výjimkou očí a úst je překryt obvazy. Nebyl by to Roy, kdyby nevyzvídal detaily nehody nehledě na společenskou etiketu. Ta je mu cizí. Moss se zase cítí nesvůj v blízkosti Margaret, která se nedávno rozvedla a hledá nového muže. Moss je vhodný objekt, během večeře společně předvádí dokonalé představení na téma manželství po několika letech. Richmond obdivuje obrys lebky Jessicy.
Party pokračuje a zábrany padají. Při zmínce na Peterův e-mail přijde na přetřes jeho jméno, které zní podobně jako slovo „pedofil“. Richmond s Jessicou se odeberou do ložnice, kde si spolu užívají.
Když je po večírku, Jen jej před Peterem označí za absolutní noční můru. Peter nesouhlasí, uklidňuje Jen, že jejím kolegům možná změnili život.
Roy doprovodí Paulu domů a nestačí se divit, když vstoupí do jejího domu. Pokoj je zařízený přesně podle jeho gusta, velká televize, herní konzole, stolní fotbal, atd. Paula žije sama a je zapálená do stejných věcí jako Roy. Ten nyní mění názor, ačkoli se mu Paula s obvazy nelíbí, pozve ji na skleničku. Je dost překvapen, když mu Paula řekne, že není její typ.
Na letišti se Jen loučí s Peterem. Když je rozhlasem vyzván nějaký „pedofil“, aby se dostavil k bráně 23, Peter se zvedne, křičí že to je pro něj a běží k bráně. Přítomní lidé nechápou, Jen vysvětluje matce s malou holčičkou, že nejde o pedofila, ale o Petera Fila.

## Obsazení
Vedlejší role v epizodě „Večírek“:
| Herec / herečka    | Hraje      | Role            |
| ------------------ | ---------- | --------------- |
| Orlando Seale      | Peter File | nový přítel Jen |
| Catherine Shepherd | Jessica    | kamarádka Jen   |
| Dolly Wells        | Paula      | kamarádka Jen   |
| Sarah Hadland      | Margaret   | kamarádka Jen   |

## Kulturní reference
- Roy řekne: "It's just in case any sort of Elephant Man mob situation kicks off." Elephant Man neboli Sloní muž byl Joseph Merrick, jehož životní příběh byl ztvárněn v americkém filmu z r. 1980 Sloní muž.[3]
- Roy se v závěru epizody zeptá Pauly, zda si od ní může půjčit hru Assassin's Creed.[3]